# Ota Zaremba
Otakar "Ota" Zaremba (22 de abril de 1957, em Karviná) é um tcheco, ex-halterofilista da Tchecoslováquia.
Zaremba competiu na categoria até 100 kg (criada em 1977, extinta em 1992) e apareceu no Campeonato Mundial de 1979, em Salónica. Ele conseguiu 172,5 kg no arranque e ficou com a prata nesta prova, mas seu resultado no arremesso (197,5 kg) deu-lhe o quarto lugar no total combinado (370 kg). O ouro ficou com o soviético Pavel Sirtchin (385 kg).
Nos Jogos Olímpicos de 1980, em Moscou, que também contou como Campeonato Mundial de Halterofilismo, Zaremba melhorou seu desempenho. Levantou 180 kg no arranque e 215 no arremesso, 395 kg no total combinado, o que lhe deu o ouro, portanto o primeiro campeão olímpico da recém-criada categoria.
Participou do Campeonato Mundial e Europeu de 1981, organizados conjuntament, em Lille, mas não conseguiu concluir a prova.
Zaremba definiu três recordes mundiais na categoria até 100 kg — dois no arranque e um no total combinado. Seus recordes foram:
| Data       | Lugar     | Disciplina | Classe de peso | Marca    |
| 04.06.1981 | Tatabánya | Arranque   | –100 kg        | 185,5 kg |
| 27.06.1981 | Štúrovo   | Arranque   | –100 kg        | 187,5 kg |
| 27.06.1981 | Štúrovo   | Total      | –100 kg        | 415 kg   |

Zaremba confessou que fez uso de drogas, anabolizantes, entre 1979 a 1984, sob a administração de seu treinador, que cumpria ordens do governo comunista.